# The Vines
The Vines (Español: La Vides) es una banda australiana del Rock alternativo y del Garage rock que emergió durante la oleada de bandas de post-punk revival como The Strokes, Yeah Yeah Yeahs, The Libertines, The Hives y The White Stripes a principios de la década del 2000, si bien tocan estilos más apegados al garage punk, rock psicodélico e incluso el post-grunge.

## Historia

### Inicios (1994-2000)
La formación original de The Vines se encontraba en los suburbios de Sídney, a mediados de los 1990s, donde Craig Nicholls, Patrick Matthews y David Oliffe se encontraron mientras estaban trabajando en un local de McDonald's. Decidieron formar una banda con Nicholls en guitarra y canto, Matthews en el Bajo y canto y Olliffe para la Batería. El grupo tocaba covers de Nirvana en eventos locales, cuando desarrollaron su propio sonido a partir del cuarto tema que Nicholls grabó. La banda decidió llamarse The Vines porque el padre de Nicholls tocaba en otro grupo que se llamaba The Vynes, donde interpretaban covers de Elvis Presley.

### Highly Evolved(2001-2003)
Su single debut no interesó mucho en su tierra nativa, sin embargo, firmaron con Capitol Records en el Reino Unido. Desarrollaron Highly Evolved con Rob Schnapf, que había trabajado con Foo Fighters, Beck y Elliott Smith. El sencillo "Highly Evolved" obtuvo tan buena crítica que New Musical Express lo denominó el single de la semana en marzo de 2002. Además, el sencillo Highly Evolved alcanzó el puesto nº32 en la lista de singles en el Reino Unido y figuró entre los 100 mejores sencillos según ARIAnet, de Australia.
El lanzamiento del álbum obtuvo un éxito más crítico cuando la banda apareció en la tapa de la revista Rolling Stone y NME. El álbum debutó en el puesto número 3 en las listas de álbumes en Reino Unido, el puesto n.º 5 en la lista de álbumes de ARIAnet y el nº11 de los 100 álbumes más pedidos según la revista estadounidense Billboard. La banda logró una buena notoriedad tocando en The Late Show with David Letterman y en los Premios MTV. Otros singles del álbum fueron lanzados, incluyendo "Get Free" que alcanzó el puesto nº24 en Reino Unido y el puesto nº44 en Australia, mientras estaba también siendo n.º 5 en el top 100 del Triple J australiano de 2002. Un tercer sencillo, "Outtathaway", también apareció en Reino Unido como nº20, y en Australia como nº38. Un cuarto sencillo titulado "Homesick" se lanzó también en Australia, logrando el puesto nº50. De manera lateral es de notoriedad el tema "1969" en donde la influencia psicodélica es totalmente evidente y se incursionan dentro del Stoner rock. 
Se estima que Highly Evolved vendió 1,5 millones de álbumes en todo el mundo con la distribución de Capitol Records.
El éxito tan inmediato sumió la banda en una gran tensión, que provocó la salida de Olliffe, a quien no le gustaba salir de gira. El grupo agregó al guitarrista Ryan Griffiths y al baterista Hamish Rosser. Además de la marcha de Olliffe, Nicholls y Matthews tuvieron una pelea grave tras una actuación en Boston a finales del año 2002.
En mayo de 2003, el grupo fue al estudio en Woodstock, Nueva York, nuevamente con Rob Schnapf en producción. Mientras Craig Nicholls había hablado sobre tener un álbum muy producido, él le contó en marzo de 2004 a la edición australiana de la revista Rolling Stone, que el grupo decidió aplicar la filosofía del menos-es-más. Dice Criag: "Yo quise que fuese - en mis pensamientos - algo grandioso, con grandes ideas y esta visión sobre las cosas. Pero a la misma vez, eso no significa que algo no pueda ser especial si es precisamente simple. Porque yo pienso que las canciones son lo más importante".

### Winning Days(2004-2005)
Su segundo álbum, Winning Days, fue lanzado a la venta el 29 de marzo de 2004 y debutó con la posición #7 en Australia, #23 en Estados Unidos y #32 en Reino Unido.
"Ride" fue el primer sencillo fuera del álbum, llegando al puesto #25 en el Reino Unido y el #44 en Australia. The Vines recientemente habían finalizado su gira llamada "Australian Invasion" con Jet y The Living End, que había empezado el 11 de marzo de 2004 en Houston, Texas. Un segundo sencillo fuera de álbum, llamado "Winning Days" fue lanzado en Australia (allí no apareció en los charts) y en el Reino unido (donde obtuvo la posición #42). Se especuló sobre que "Animal Machine" debía ser el otro sencillo para los Estados Unidos, pero sin embargo, finalmente no hubo otro sencillo para este país aparte de "Ride". 
Después del término del tour Winning Days, la banda se encontró con etapas duras. Winning Days no había tenido el mismo éxito en los escenarios que Highly Evolved y había conseguido una tibia, recepción por parte de crítica y público. El cantante principal, Craig Nicholls, se estaba volviendo cada vez más errático y no le permitieron hacer entrevistas a los medios después de varias malas experiencias en el tour por América.
A finales de mayo del 2004, Craig agredió a un cámara en Sídney, y en consecuencia se le presentaron cargos.

### Vision Valley(2006-2008)
A mediados de 2005, el grupo informó que estaban trabajando en un nuevo tercer álbum de estudio. En noviembre, Andy Kelly, el representante de la banda, anunció que habían grabado todas las canciones que estarían para el próximo álbum. La mezcla y masterización de las pistas comenzó en enero de 2006. Antes de esto, en noviembre de 2005, se supo que una de las canciones del álbum había sido descartada. Aunque la canción estaba, todavía no tenía título y no estaba completa. Andy Kelly pidió que se descartara la canción, y efectivamente fue eliminada de la lista. El baterista Hamish Rosser también emitió un comunicado pidiendo a los fanes que no se distribuyera la canción por internet.
El tercer, y esperado álbum de la banda fue lanzado en abril de 2006. El 1 en Australia, el 3 mundialmente y el 4 finalmente en los Estados Unidos. El álbum fue producido por Wayne Connoll y el primer corte de difusión fue Don't Listen to The Radio.
El álbum fue una desilusión comercial, especialmente en Estados Unidos, donde debutó en la posición #136, 113 puestos menos de lo que hizo Winning Days.
- "Don't Listen to The Radio" fue lanzada como primer sencillo del álbum y estuvo como descarga digital el 7 de marzo en iTunes.

- "Gross Out" estuvo lista para descargas digitales el 18 de marzo y fue la primera canción del álbum que se coló en internet.

- "Anysound" fue el segundo sencillo oficial del álbum, el videoclip fue realizado por animaciones de computadora, como muñecos de plastilina.

- "Dope Train" fue el 3.er sencillo para la radio, y el 4.º del álbum, fue lanzado a principios de 2007. El video fue hecho con recortes de otros videos grabados por la banda en su gira por el Big Day Out 2007.

Durante 2006 y 2007, la banda participó en varias pequeñas giras y conciertos en varios festivales musicales en su natal Australia (tal y como el Big Day Out), también anunció que habían preparado algunas canciones para su próximo álbum, posiblemente lanzado antes de finalizar 2007, en el cual la banda ha estado trabajando desde el mes de abril, casi que de incógnito, debido a que su contrato con Capitol Records había vencido en 2006, lo que le dejó a la banda la gran libertad de elegir la dirección artística del álbum. La banda se encontraba en Los Ángeles, California, grabando su cuarto álbum (bajo la producción de Rob Schnapf, quien trabajó con ellos en "Highly Evolved" y "Winning Days"), el cual se esperaba que fuera lanzado a partir de abril de 2008, a pesar de que la banda planeaba hacerlo a finales de 2007, pero no pudieron ya que se encontraban sin disquera, y solo comenzaron las grabaciones hasta noviembre de 2007 cuando firmaron un contrato con Ivy League Records.

### Melodía(2008-2009)
Después de firmar con Ivy League Records y abandonar a Capitol Records, The Vines regresaron al estudio a mediados de noviembre de 2007, con el productor de Highly Evolved y Winning Days, Rob Schnapf, en Los Ángeles para comenzar la grabación de su cuarto álbum de estudio, Melodía.
Las grabaciones del bajo y la batería fueron incluidas en las 15 canciones en el cuarto álbum que fue completado en diciembre de 2007, durante un truco de grabación de 5 días. En marzo de 2008, NME divulgó que el cuarto álbum de estudio de The Vines había sido completado durante la semana que comienza el 3 de marzo de 2008, con una tentativa fecha de salida en junio de 2008 para Australia. El líder de la banda, Craig Nicholls declaró que cinco de los estudios principales de los Estados Unidos habían entrado en su estudio de grabación para escuchar el álbum. Agregó diciendo les gustó lo que oyeron. No mencionó cual de los estudios fue.
En una entrevista el 25 de marzo de 2008, Craig Nicholls declaró a la revista Guitar World magazine que el grupo hará una pequeña gira europea antes del volver al estudio para terminar el álbum en 2008. Mencionó también que la gira se llamaría " Braindead 08 Tour".
En una entrevista en los Premios MTV de Australia, Nicholls dijo que su siguiente álbum probablemente sería lanzado el 12 de julio de 2008.
El primer sencillo para el álbum, "He’s A Rocker", se hizo disponible en su página en MySpace a principios de junio.
En la mañana del 23 de mayo de 2008, se anunciaba que el nuevo álbum de la banda sería lanzado el 12 de julio, titulado Melodia, lanzado a través del sello alternativo Ivy League Records en Australia, Cooking Vinyl en el Reino Unido y BMG en Japón. El sencillo "He's a Rocker" se puso en disponibilidad en la tienda itunes el 3 de junio con dos canciones extra. Considerando sus apariciones recientes en Estados Unidos en pequeños lugares en el South By South West y las entrevistas recientes dadas por la banda, causaron grandes expectativas para una posible gira europea al mismo tiempo del lanzamiento del álbum.
A pesar de las críticas y recibimiento mezclados entre buenas y malas opiniones, el álbum encabezó el ranking Indie de ventas en Australia, haciéndose de un puesto 12 en el ranking oficial de la ARIA durante su primera semana. Para promocionar el álbum, solo en Australia, fueron posteriormente lanzados como sencillos "MerryGoRound" (solo para la radio) y "Get Out".
Durante el tour de soporte para el nuevo álbum en octubre del mismo año, el estado mental de Nicholls comenzó a deteriorarse peligrosamente, obligando a la banda a cancelar una de sus presentaciones, posteriormente cancelando las restantes del tour, además de las apariciones en el Big Day Out y Homebake y un segundo tour en Japón, debido a recomendaciones psiquiátricas dadas para Nicholls, por lo cual es incierto cuando la banda retomará actividades, aunque se especula que comenzarán a trabajar en un nuevo álbum durante mediados de 2009.

### Future Primitivey las salidas de Griffiths y Rosser (2009–2012)
Algunas fotos aparecieron en el foro oficial, mostrando a Nicholls "grabando demos para el nuevo álbum". Las fotos, fueron publicadas por la hermana de Nicholls, muestran a Craig con una guitarra acústica y lo que parece ser un 4-track cassette recorder. El 14 de noviembre de 2009, The Vines se presentó en The Annadale Hotel, bajo el alias de The Crimes, apoyando a You Am I, tocando una nueva canción de un álbum previsto para 2010.
The Vines oficialmente salió de la preproducción y comenzó a grabar su quinto álbum en febrero de 2010 titulado Future Primitive.
El 23 de junio, tras dos años de inactividad, The Vines volvió al escenario tocando en vivo en The Annadale Hotel, en Sídney. En esta ocasión, la banda presentó los temas nuevos "Gimme love" y "Future Primitive", y tocó muchos de sus grandes éxitos. Tras la reciente mejora del cantante y líder de la banda, Craig Nicholls, se esperan nuevos recitales. El 3 de diciembre de 2011 en el Homebake Festival, hicieron su aparición únicamente Craig Nicholls y Brad Heald con un nuevo baterista, a los pocos días la hermana de Nicholls aclaró en el foro oficial que tanto Hamish como Ryan ya no pertenecían al grupo. Queda en duda si la banda se encuentra buscando integrantes o si se separará.
El 16 de marzo de 2012, Rosser anunció que se había unido a la banda de rock australiana Wolfmother como su nuevo batería a través de un artículo sobre FasterLouder.com.au. También afirmó que la banda había "roto", aunque "Craig [Nicholls] siempre va a escribir buena música en el futuro y que puede elegir para llevar a cabo bajo el nombre de The Vines. "
El 30 de marzo de 2012, The Vines página de Facebook cambió su foto de perfil a una sola foto promocional inédito de Craig, fuertemente dando a entender que él es ahora el único miembro de la banda. Sin embargo, Heald está aún por confirmar su salida a partir de la banda. Actualmente está tocando el bajo para ratas Gold Coast Dune banda.
En junio, el foro oficial de la banda, un usuario ha subido una foto de una carta de Nicholls en respuesta a cartas de admiradores, diciendo que estaba grabando canciones. Sin embargo, reveló que estas grabaciones no estaban bajo el nombre de The Vines ", lo que ha provocado la discusión de un álbum en solitario más adelante en 2012. También se indica en la carta será un álbum Vines sexto puesto en libertad en 2013.
The Vines entró en el estudio para grabar su sexto álbum el 20 de agosto de 2012 en Sídney, Studio 301 y se encuentran actualmente en el proceso de acabado.
También se ha anunciado que tiene un nuevo baterista, Lachlan West, quien grabó la batería para el 6.º álbum próximo.

### Wicked Nature(2013-2015)
El 30 de marzo de 2012, la página de Facebook de Vines cambió su foto de perfil a una única foto promocional de Nicholls que nunca se había visto, lo que implica que él era el único miembro restante de la banda. Heald confirmó su partida de la banda en 2012. Una nueva formación, formada por Nicholls, el baterista Lachlan West y el bajista Tim John, ingresó al estudio para grabar su sexto álbum el 20 de agosto de 2012 en el estudio 301 de Sídney y completó el mezcla del álbum a finales de 2012.
El 18 de abril de 2013, la dirección de la banda, Parker & Mr French, anunció a través de su página de Tumblr que "el nuevo disco de Vines está definitivamente en camino". Además, "2013 tiene el sexto álbum de Vines en la incubadora y un anuncio acerca de un nuevo y el primer proyecto de colaboración de Craig Nicholls". fue escrito en la propia sección de la banda de la página de Parker & Mr French Tumblr
El 3 de junio de 2014, una nueva toma de prensa con la nueva formación se subió a la página oficial de Facebook de la banda, así como una nueva foto de portada que contiene una versión actualizada del logotipo original de la banda. Según un artículo de Faster Louder de junio de 2014, además del esperado sexto álbum, se grabó un séptimo álbum con la nueva formación. El artículo también menciona que el proyecto paralelo de colaboración de Nicholls, anunciado por la dirección de la banda en 2013, sigue sin editarse.
A principios de julio de 2014, The Vines creó una página de PledgeMusic para su sexto disco Wicked Nature, un álbum doble que se lanzó el 2 de septiembre de 2014. El sencillo principal "Metal Zone" fue lanzado el 14 de julio. Su video musical se estrenó en Noisy el 11 de julio.

### Regreso a la alineación clásica eIn Miracle Land(2016-presente)
El 25 de marzo de 2016, la banda cambió su foto de perfil en Facebook por el logotipo de la banda. Junto con esto llegó una nueva publicación con una imagen de Craig Nicholls en el estudio tocando la guitarra con la leyenda "Album # 7 próximamente ..." El 1 de abril de 2016, se lanzó el primer sencillo "In Miracle Land".
En octubre de 2016, la banda tocó en tres shows en Australia para la gira 'In Miracle Land' en apoyo del próximo álbum del mismo nombre. Durante la gira, la banda debutó con las nuevas canciones "Hate the Sound", "I Wanna Go Down", "Broken Heart", "Sky Gazer" y "Gone Wander". La canción principal aún no se ha realizado en vivo.
En mayo de 2018, la página oficial de Facebook de The Vines anunció que The Vines se uniría a Jet como abridor de las dos fechas en Sídney de su gira de aniversario de Get Born. Con el anuncio llegó la noticia de que los shows serían con la alineación de Nicholls, Patrick Matthews, Ryan Griffiths y Hamish Rosser. Los shows marcaron el primero de Matthews con The Vines en 14 años, y el primero en siete años para Griffiths y Rosser.
El 30 de mayo de 2018, se anunció a través de Facebook que el nuevo álbum In Miracle Land se lanzará el 29 de junio de 2018 y contará con la misma formación que Wicked Nature.

## Miembros
| Miembros actuales - Craig Nicholls — compositor, vocalista y guitarra (1994-presente) - Patrick Matthews — bajo y canto (1994-2004, 2018-presente) - Ryan Griffiths — guitarra (2002-2011, 2018-presente) - Hamish Rosser — Batería (2002-2011, 2018-presente) | Miembros anteriores - David Oliffe — batería (1996-2002) - Brad Heald - bajista (2004–2012) - Lachlan West – batería (2012–2018) - Tim John – bajista (2012–2018) |

Línea del tiempo

## Discografía
Álbumes de estudio
- 2002: Highly Evolved
- 2004: Winning Days
- 2006: Vision Valley
- 2008: Melodia
- 2011: Future Primitive
- 2014: Wicked Nature
- 2018: In Miracle Land

### Sencillos
| Año  | Título                                   | Mejor posición en listas | Mejor posición en listas | Mejor posición en listas | Mejor posición en listas | Mejor posición en listas | Álbum              |
| Año  | Título                                   | AUS                      | UK                       | EUA Hot 100              | EUA Mod                  | EUA Main                 | Álbum              |
| ---- | ---------------------------------------- | ------------------------ | ------------------------ | ------------------------ | ------------------------ | ------------------------ | ------------------ |
| 2001 | "Hot Leather/Sunchild"                   | —                        | —                        | —                        | —                        | —                        | Sencillo sin álbum |
| 2001 | "Factory"                                | —                        | 198                      | —                        | —                        | —                        | Highly Evolved     |
| 2002 | "Highly Evolved"                         | 70                       | 32                       | —                        | —                        | —                        | Highly Evolved     |
| 2002 | "Get Free"                               | 44                       | 24                       | 122                      | 7                        | 27                       | Highly Evolved     |
| 2002 | "Outtathaway!"                           | 38                       | 20                       | —                        | 19                       | —                        | Highly Evolved     |
| 2003 | "Homesick"                               | 50                       | —                        | —                        | —                        | —                        | Highly Evolved     |
| 2003 | "F*ck the World"                         | 70                       | —                        | —                        | —                        | —                        | Winning Days       |
| 2004 | "Ride"                                   | 44                       | 25                       | —                        | 13                       | —                        | Winning Days       |
| 2004 | "Winning Days"                           | 65                       | 42                       | —                        | —                        | —                        | Winning Days       |
| 2006 | "Gross Out" (Radio and video-only promo) | —                        | —                        | —                        | —                        | —                        | Vision Valley      |
| 2006 | "Don't Listen to the Radio"              | 46                       | 66                       | —                        | —                        | —                        | Vision Valley      |
| 2006 | "Anysound"                               | 91                       | 63                       | —                        | —                        | —                        | Vision Valley      |
| 2007 | "Dope Train" (Video-only promo)          | —                        | —                        | —                        | —                        | —                        | Vision Valley      |
| 2008 | "He's a Rocker"                          | 79                       | —                        | —                        | —                        | —                        | Melodia            |
| 2008 | "MerryGoRound" (Radio-only promo)        | —                        | —                        | —                        | —                        | —                        | Melodia            |
| 2008 | "Get Out"                                | 82                       | —                        | —                        | —                        | —                        | Melodia            |
| 2011 | "Gimme Love"                             | 85                       | —                        | —                        | —                        | —                        | Future Primitive   |
| 2011 | "Future Primitive"                       | —                        | —                        | —                        | —                        | —                        | Future Primitive   |